# Psathyrotopsis
Psathyrotopsis é um género botânico pertencente à família Asteraceae, presente nos Estados Unidos e México.

## Espécies
O género Psathyrotopsis inclui três espécies:
- Psathyrotopsis hintoniorum B.L.Turner
- Psathyrotopsis purpusii (Brandegee) Rydb.
- Psathyrotopsis scaposa (A.Gray) H.Rob.